# Manuel Rius i Ramos
Manuel Rius i Ramos (Ginestar, 17 de gener de 1923 - Sant Pere de Ribes, 2 de juny de 2004) fou un músic i compositor, autor d'innombrables sardanes i de populars melodies per a gralla.
Va aprendre solfeig i a tocar el saxòfon i el clarinet de ben jove, alhora que exercia de pagès. El 31 de desembre de 1949 es casà amb Sofia Gallent i Brell i el 1954 es traslladaren a viure a Sitges. Formà part de les orquestres vendrellenques Los Iberos del Jazz i la Bristol on tocaria el saxo i el clarinet. A Sitges feu de flabiolaire amb la Cobla Sitgetana i començaria a tocar la gralla el 1966 a l'Escola de Grallers de Sitges on formà el grup que fou conegut com la Colla d'en Rius i que actuà aproximadament fins al 1969.
El 1979 va traslladar-se a Sant Pere de Ribes. Des d'aquestes poblacions va desenvolupar el seu mestratge del flabiol a les noves generacions i va crear un volum important de partitures per a orquestrina, per a banda, per a cobla (com la marxa L'estanquer de Ribes) i per a gralla. Manel Rius va començar a escriure peces per a gralla fruit de les mancances i necessitats que en aquests anys tenia l'instrument. De les seves músiques per a gralla podem destacar: El Gener, El Febrer, El Cap de Creu, Ball de Nans (Vilafranca).